# Louis Clerc (Historiker)
Louis Clerc (* 1976) ist ein französischer Historiker.

## Leben
Nach dem Abschluss am Institut d’études politiques de Strasbourg hat er 2007 seine Doktorarbeit an der Universität Straßburg verteidigt. Er erhielt eine Dozentur Anfang 2016 und wurde im Juni 2016 zum Professor für Zeitgeschichte an Universität Turku gewählt. Als Gastprofessor hielt an der Helmut-Schmidt-Universität Lehrveranstaltungen zum Winterkrieg (Herbstrimester 2016) und zu Frankreichs Außen- und Sicherheitspolitik nach dem Kalten Krieg (Frühjahrstrimester 2017) unterrichten.
Seine Schwerpunkte sind internationale Geschichte, finnische Außenpolitik und öffentliche und kulturelle Diplomatie und Propaganda.

## Schriften (Auswahl)
- La Finlande et l’Europe du Nord dans la diplomatie française. Relations bilatérales et intérêt national dans les considérations finlandaises et nordiques des diplomates et militaires français, 1917–1940 (= Enjeux internationaux. Band 18). Lang, Brüssel u. a. 2011, ISBN 978-90-5201-750-1 (zugleich Dissertation, Straßburg 2007).
- mit Nikolas Glover, Paul Jordan (Hrsg.): Histories of public diplomacy and nation branding in the Nordic and Baltic countries. Representing the periphery (= Diplomatic studies. Band 12). Brill Nijhoff, Leiden u. a. 2015, ISBN 90-04-30548-3.
- La guerre finno-soviétique. (Novembre 1939–mars 1940) (= Collection Campagnes & stratégies. Les grandes batailles. Band 121). Economica, Paris 2015, ISBN 2-7178-6720-1.